# Municipio Eucaliptus
Das Municipio Eucaliptus ist ein Verwaltungsbezirk im Departamento Oruro im Hochland des südamerikanischen Anden-Staates Bolivien.

## Lage im Nahraum
Das Municipio Eucaliptus ist das einzige Municipio in der Provinz Tomas Barrón. Es grenzt im Norden und Westen an das Departamento La Paz und im Süden und Osten an die Provinz Cercado.
Der zentrale Ort des Municipios ist die Landstadt Eucaliptus mit 2626 Einwohnern (Volkszählung 2012) am nordwestlichen Rand des Municipios.

## Geographie
Das Municipio Eucaliptus liegt am Ostrand des bolivianischen Altiplano zwischen den Anden-Gebirgszügen der Cordillera Occidental im Westen und der Serranía de Sicasica als Teil der Cordillera Central im Osten. Das Klima ist ein typisches Tageszeitenklima, bei dem die Temperaturschwankungen im Tagesverlauf stärker ausfallen als im Jahresverlauf.
Die durchschnittliche Jahrestemperatur der Region beträgt etwa 8 °C (siehe Klimadiagramm), die Monatswerte schwanken zwischen 4 °C im Juni/Juli und 11 °C im Dezember. Der Jahresniederschlag liegt bei weniger als 400 mm und ist durch eine ausgedehnte Trockenzeit von April bis Oktober mit Monatswerten unter 15 mm gekennzeichnet; nur in den Sommermonaten von Dezember bis März fallen mit 50 bis 90 mm nennenswerte Niederschläge.

## Bevölkerung
Die Einwohnerzahl des Municipio Eucaliptus hat zwischen 1992 und 2024 nur geringfügig zugenommen:
| Jahr | Einwohner | Quelle       |
| ---- | --------- | ------------ |
| 1992 | 5045      | Volkszählung |
| 2001 | 5424      | Volkszählung |
| 2012 | 5267      | Volkszählung |
| 2024 | 5443      | Volkszählung |

Die Bevölkerungsdichte des Municipio bei der letzten Volkszählung von 2024 betrug 15,9 Einwohner/km², der Anteil der städtischen Bevölkerung betrug 49,9 Prozent. Die Lebenserwartung der Neugeborenen lag im Jahr 2001 bei 60,7 Jahren.
Der Alphabetisierungsgrad bei den über 19-Jährigen beträgt 79 Prozent, und zwar 92 Prozent bei Männern und 67 Prozent bei Frauen (2001).

## Politik
Ergebnis der Regionalwahlen (concejales del municipio) vom 4. April 2010:
| Wahl- berechtigte |  | Wahl- beteiligung | gültige Stimmen |  | MAS-IPSP | MSM    | FPV   |
| ----------------- |  | ----------------- | --------------- |  | -------- | ------ | ----- |
| 2.293             |  | 2.025             | 1.467           |  | 849      | 531    | 87    |
|                   |  | 88,3 %            | 72,4 %          |  | 57,9 %   | 36,2 % | 5,9 % |

Ergebnis der Regionalwahlen (elecciones de autoridades políticas) vom 7. März 2021:
| Wahl- berechtigte |  | Wahl- beteiligung | gültige Stimmen |  | MAS-IPSP | BST     | UN SOL PARA ORURO | MTS    | C-A    | PP     |
| ----------------- |  | ----------------- | --------------- |  | -------- | ------- | ----------------- | ------ | ------ | ------ |
| 2.808             |  | 2.477             | 2.146           |  | 1.400    | 334     | 288               | 29     | 25     | 23     |
|                   |  | 87,48 %           | 86,82 %         |  | 65,24 %  | 15,56 % | 13,42 %           | 1,35 % | 1,16 % | 1,07 % |

## Gliederung
Das Municipio ist nicht – wie andere Municipios in Bolivien – weiter unterteilt in Kantone (cantones).
Es gliedert sich in die folgenden neun Vicecantones (Unterkantone):
- 04-1101-0100-1 Vicecantón Alcamarca – 508 Einwohner (2012)
- 04-1101-0100-2 Vicecantón Amachuma – 496 Einwohner
- 04-1101-0100-3 Vicecantón Eucaliptus – 2.626 Einwohner
- 04-1101-0100-4 Vicecantón Huancaroma – 363 Einwohner
- 04-1101-0100-5 Vicecantón Machacamarca – 224 Einwohner
- 04-1101-0100-6 Vicecantón Quelcata – 762 Einwohner
- 04-1101-0100-7 Vicecantón Larampuhjo – 117 Einwohner
- 04-1101-0100-8 Vicecantón Castilla Jawira – 91 Einwohner
- 04-1101-0100-9 Vicecantón Chapicollo – 80 Einwohner

## Ortschaften im Municipio Eucaliptus
- Vicecantón Alcamarca
  - Alcamarca 508 Einw.

- Vicecantón Amachuma
  - Amachuma de Oruro 496 Einw.

- Vicecantón Eucaliptus
  - Eucaliptus 2626 Einw.

- Vicecantón Huancaroma
  - Huancaroma 363 Einw.

- Vicecantón Machacamarca
  - Machacamarca 224 Einw.

- Vicecantón Quelcata
  - Quelcata 762 Einw.